# Remini (aplicación)
Remini (nombre que proviene de la palabra “reminiscencia”) es una aplicación para teléfonos móviles iOS y Android creada por la empresa BigWinePot Inc. que fue lanzada a principios de 2019. Se trata de una aplicación que utiliza la Inteligencia Artificial (AI) para restaurar vídeos e imágenes de baja resolución, comprimidas, antiguas o desenfocadas. La forma en que la aplicación restaura los documentos es a través de una nube que analiza las imágenes enviadas por el usuario, las mejora y las envía de nuevo al dispositivo.

## Opciones
La aplicación Remini ofrece una variedad de funciones, que incluyen:
- Mejora de fotos: Mejora la resolución y nitidez de imágenes borrosas o de baja calidad.
- Restauración de fotos: Repara fotos antiguas y dañadas eliminando arañazos, mejorando colores desvanecidos y restaurando la claridad.
- Filtros de IA: Aplica filtros artísticos y creativos impulsados por IA para dar a las imágenes un aspecto único y profesional.
- Mejoras de retratos: Perfecciona los rasgos faciales, suaviza la piel y mejora los detalles para retratos de calidad profesional.
- Pintar: Aplica en la fotografía original un efecto de pintura.
- Retrato: Modifica a través de su Inteligencia Artificial la profundidad de campo, aplicando un desenfoque en el fondo de las imágenes.
- DeScratch: Permite eliminar las manchas y arrugas que pueda tener la imagen original escaneada.
- SlowMo: Modifica la velocidad del vídeo seleccionado para ralentizarlo (Slow-Motion).
- Dibújame.
- Parpadear.
- Retro.
- FaceMo.
- Animar.

## Funcionamiento de la opción "Mejorar"
Al realizar un clic en la opción “Mejorar”, que se encuentra en la página principal de la aplicación, el usuario podrá acceder a su galería de imágenes (antes, tendrá que haber aceptado los permisos que la aplicación le pide). A continuación, el usuario debe escoger la fotografía que quiere mejorar y confirmar.
Entonces, mientras se procesa la tarea que está siendo enviada a la nube, aparece un anuncio. Cuando acaba el anuncio, el usuario lo puede quitar para visualizar el resultado final. En la página de resultado aparece la imagen original con una barra deslizante que el usuario puede desplazar para comparar el antes y el después. También, puede hacer zum a la imagen para compararla desde más cerca.
Finalmente, la aplicación permite guardar la fotografía mejorada en la galería de imágenes, en una carpeta separada llamada “Remini”.

## Suscripción
Cuando el usuario se descarga la aplicación, este tiene que registrarse y crear una cuenta a través de su correo electrónico o su cuenta de Facebook. Una vez lo ha realizado, el usuario puede mejorar o colorear cinco fotografías al día. Si el usuario las gasta, tendrá que esperar 24 horas hasta obtener cinco oportunidades más.
La aplicación ofrece una opción de suscripción que permite:
- El uso ilimitado de la función Remini todos los días.
- La obtención de 5 tarjetas Pro gratuitas cada mes.
- El uso de Remini sin anuncios.

Sin embargo, incluso pagando la suscripción, hay opciones que siguen siendo de pago a través de la compra de créditos o “tarjetas Pro”, como es el caso de la opción de “Mejorar+” o “Mejorar el Vídeo”, entre otras.